# Lijst van voetbalinterlands Bolivia - Costa Rica (vrouwen)
Deze lijst van voetbalinterlands is een overzicht van alle officiële voetbalinterlands tussen de nationale vrouwenteams van Bolivia en Costa Rica. De landen hebben tot nu toe één keer tegen elkaar gespeeld.

## Wedstrijden
| № | Plaats       | Datum           | Competitie                  | Wedstrijd            | Uitslag |
| - | ------------ | --------------- | --------------------------- | -------------------- | ------- |
| 1 | Viña del Mar | 28 oktober 2023 | Pan-Amerikaanse Spelen 2023 | Costa Rica − Bolivia | 0 − 0   |

## Samenvatting
| Competitie             | Totaal gespeeld | Winst Bolivia | Gelijk | Winst Costa Rica | Doelsaldo Bolivia – Costa Rica |
| ---------------------- | --------------- | ------------- | ------ | ---------------- | ------------------------------ |
| Pan-Amerikaanse Spelen | 1               | 0             | 1      | 0                | 0 − 0                          |
| Totaal                 | 1               | 0             | 1      | 0                | 0 − 0                          |